# Gåpå (1770)
Gåpå var en bermudajakt i svenska flottan. Hon var ett segelfartyg, byggd av trä i Västindien, beställd av Sverige och sjösattes 1770. Hon utrangerades 1795.
Åren 1787–1788 användes hon för hemliga rekognosceringar längs ryska gränsen under befäl av Nils Abraham Bruncrona.

## Långresa

### 1786–1787
Då hon var byggd i Västindien startade också hennes långresa därifrån. Under vistelsen i Göteborg genomgick gick hon reparationer och fick den ursprungliga besättningen utbytt. Fartygschef var Carl Fredrik Bagge af Söderby (1750–1828).
1. Saint Barthélemy, Västindien Avseglade 1 augusti 1786
2. Göteborg Avseglade 5 november 1786
3. Saint Barthélemy, Västindien Anlöpte 27 februari 1787